# Coupe de Macédoine du Nord masculine de handball
La Coupe de Macédoine du Nord masculine de handball est une compétition à élimination directe entre clubs masculins de handball en Macédoine du Nord. Elle a été crée en 1992 après de la dissolution de fait de la république fédérative socialiste de Yougoslavie et fait ainsi suite à la Coupe de Yougoslavie.
Vainqueur en 2025 de sa dix-septième coupe, le Vardar Skopje est le club le plus titré.

## Palmarès
| Saison | Vainqueur                                    | Score                                        | Finaliste                                    |
| ------ | -------------------------------------------- | -------------------------------------------- | -------------------------------------------- |
| 1993   | RK Kumanovo (1)                              | ?? – ??                                      | Metalurg Skopje                              |
| 1994   | Borec Veles (1)                              | 21 – 18                                      | Pelister Bitola                              |
| 1995   | Pelister Bitola                              | ?? – ??                                      | ?                                            |
| 1996   | Pelister Bitola                              | ?? – ??                                      | RK Mladost                                   |
| 1997   | Vardar Skopje                                | ?? – ??                                      | ?                                            |
| 1998   | Pelister Bitola                              | ?? – ??                                      | ?                                            |
| 1999   | Pelister Bitola                              | 29 – 29 3 – 1tab                             | ?                                            |
| 2000   | Vardar Skopje                                | 27 – 25                                      | Tutunski Kombinat Prilep                     |
| 2001   | Vardar Skopje                                | 28 – 24                                      | Tutunski Kombinat Prilep                     |
| 2002   | Tutunski Kombinat Prilep (1)                 | 23 – 20                                      | Pelister Bitola                              |
| 2003   | Vardar Skopje                                | 26 – 23                                      | Pelister Bitola                              |
| 2004   | Vardar Skopje                                | 25 – 25 4 – 2tab                             | Pelister Bitola                              |
| 2005   | Pelister Bitola (5)                          | 28 – 25                                      | Metalurg Skopje                              |
| 2006   | Metalurg Skopje                              | 25 – 24                                      | Vardar Skopje                                |
| 2007   | Vardar Skopje                                | 32 – 25                                      | Pelister Bitola                              |
| 2008   | Vardar Skopje                                | 27 – 23                                      | Metalurg Skopje                              |
| 2009   | Metalurg Skopje                              | 29 – 26                                      | Vardar Skopje                                |
| 2010   | Metalurg Skopje                              | 23 – 18                                      | Vardar Skopje                                |
| 2011   | Metalurg Skopje                              | 22 – 20                                      | Pelister Bitola                              |
| 2012   | Vardar Skopje                                | 26 – 23                                      | Metalurg Skopje                              |
| 2013   | Metalurg Skopje                              | 26 – 23                                      | Zomimak M. Strumica                          |
| 2014   | Vardar Skopje                                | 30 – 28                                      | Metalurg Skopje                              |
| 2015   | Vardar Skopje                                | 26 – 22                                      | Metalurg Skopje                              |
| 2016   | Vardar Skopje                                | 31 – 24                                      | Metalurg Skopje                              |
| 2017   | Vardar Skopje                                | 31 – 26                                      | Eurofarm Rabotnik                            |
| 2018   | Vardar Skopje                                | 30 – 26                                      | Metalurg Skopje                              |
| 2019   | Metalurg Skopje (6)                          | 29 – 29 4 – 3tab                             | Vardar Skopje                                |
| 2020   | Annulée en raison de la pandémie de Covid-19 | Annulée en raison de la pandémie de Covid-19 | Annulée en raison de la pandémie de Covid-19 |
| 2021   | Vardar Skopje                                | 26 – 24                                      | Eurofarm Pelister                            |
| 2022   | Vardar Skopje                                | 23 – 22                                      | Eurofarm Pelister                            |
| 2023   | Vardar Skopje                                | 26 – 25                                      | Eurofarm Pelister                            |
| 2024   | RK Alkaloid (en) (1)                         | 25 – 23                                      | Eurofarm Pelister                            |
| 2025   | Vardar Skopje (17)                           | 31 – 27                                      | Eurofarm Pelister                            |

## Bilan
| Rang | Club                | Titres | Années                                                                                               |
| ---- | ------------------- | ------ | --- |
| 1    | Vardar Skopje       | 17     | 1997, 2000, 2001, 2003, 2004, 2007, 2008, 2012, 2014, 2015, 2016, 2017, 2018, 2021, 2022, 2023, 2025 |
| 2    | Metalurg Skopje (T) | 6      | 2006, 2009, 2010, 2011, 2013, 2019                                                                   |
| 3    | Pelister Bitola     | 5      | 1995, 1996, 1998, 1999, 2005                                                                         |
| 4    | Borec Vélès         | 1      | 1994                                                                                                 |
| 4    | RK Kumanovo         | 1      | 1993                                                                                                 |
| 4    | RK Prilep           | 1      | 2002                                                                                                 |
| 4    | RK Alkaloid (en)    | 1      | 2024                                                                                                 |

À noter qu'aucun club macédonien n'a remporté la Coupe de Yougoslavie.